# 前田正之
前田 正之（まえだ まさゆき、1964年〈昭和39年〉10月21日 - ）は、日本の政治家。岡山県赤磐市長（1期）。

## 来歴
岡山県赤磐郡山陽町（現・赤磐市）下市生まれ。岡山県立岡山東商業高等学校卒業後、山陽町役場入庁。在所中に夜間学校に通い、2017年9月、放送大学教養学部卒業。2020年9月、岡山大学大学院社会文化科学研究科修了。赤磐市では2016年4月より総務部長を務め、2019年4月に副市長に就任。2024年6月任期途中で辞職。
2024年9月24日、翌年3月に予定される赤磐市長選挙への立候補を表明。2025年3月23日に市長選の投開票が行われ、現職の友實武則を破り初当選した。4月17日より赤磐市長。